# Arabinoxylaan
Arabinoxylaan is een hemicellulose die gevonden wordt in zowel primaire als secundaire celwanden van planten, inclusief bomen en graankorrels, die bestaan uit copolymeren van twee pentose suikers, te weten arabinose en xylose.

## Structuur
Een arabinoxylaanmolecule bestaat uit een keten van 1,4 gekoppelde xylose-eenheden. Veel xylose-eenheden worden vervangen door 2, 3 of 2,3 gekoppelde arabinose restanten.

## Functies
Arabinoxylanen dienen hoofdzakelijk voor de structuur in cellen van planten. Zij zijn ook de reservoirs voor grote hoeveelheden ferulazuur en andere fenol zuren die een covalente binding hebben met arabinoxylanen. Fenolzuren zijn ook betrokken bij de weerstand, met inbegrip van bescherming tegen ziekmakende schimmels.
Arabinoxylaan is een van de belangrijkste componenten van oplosopbare en onoplosbare voedingsvezels die verschillende gezondheidsvoordelen hebben laten zien. Daarbovenop hebben arabinoxylanen, dankzij hun gebonden fenolzuren, antioxidante eigenschappen. Ze worden daarnaast in verband gebracht met andere functies en gezondheid bevorderende aspecten.
Veel onderzoek is verricht door professor Mamdooh Ghoneum van de Charles R. Drew University of Medicine in Los Angeles o.a. naar borstkanker en de activiteit van "Natural Killer Cells".